# Cuchillo de supervivencia

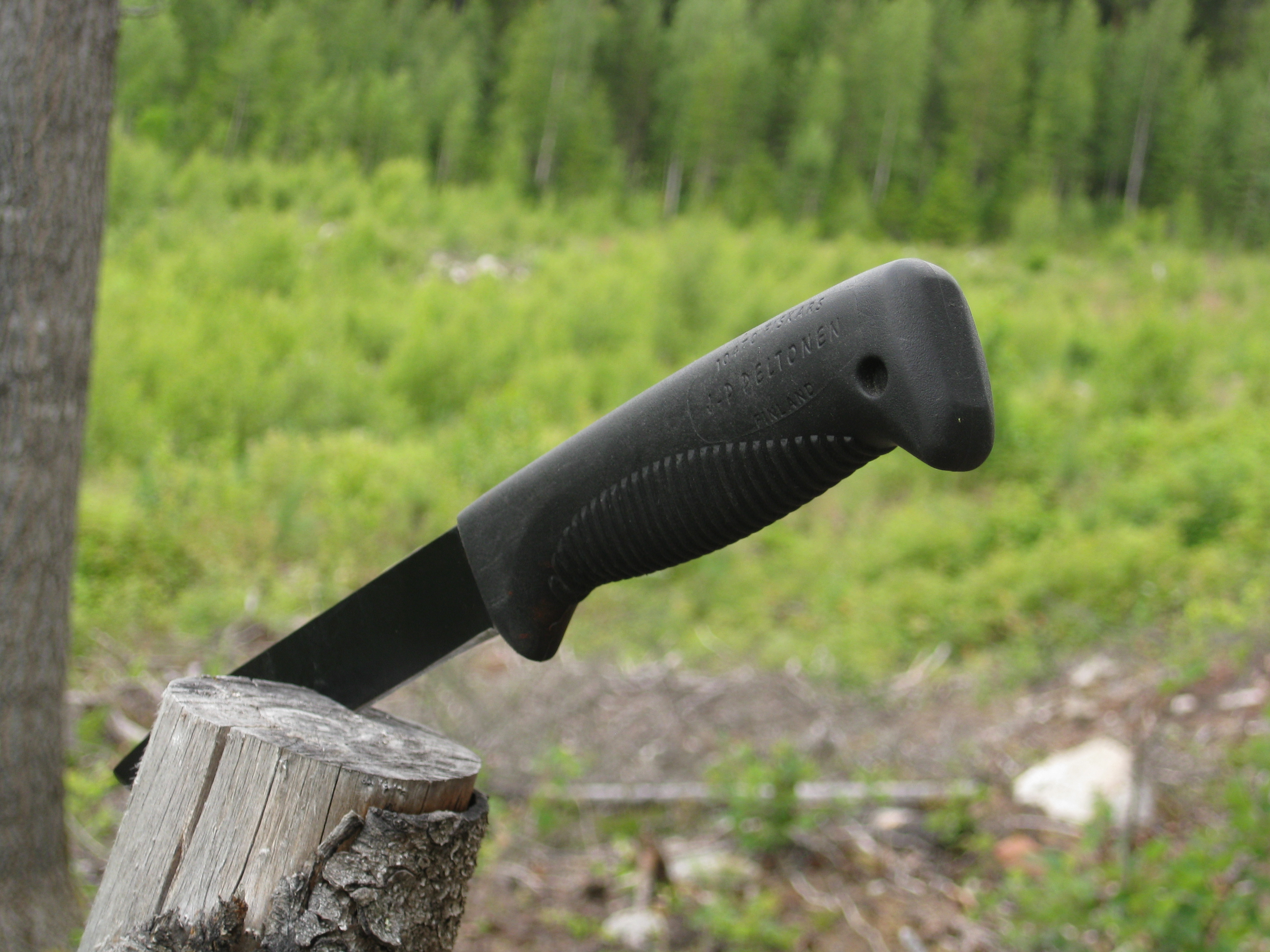
Cuchillo de supervivencia Sissipuukko M-95.

Los cuchillos de supervivencia son cuchillos destinados a la supervivencia en un entorno silvestre, a menudo en una emergencia cuando el usuario ha perdido la mayor parte de su equipo principal. Las unidades militares emiten algún tipo de cuchillo de supervivencia a los pilotos en caso de que su avión pueda ser derribado. Los cuchillos de supervivencia se pueden utilizar para la captura, desollado, corte de madera, tallado en madera y otros usos. Los cazadores, los excursionistas, y los entusiastas al aire libre del deporte utilizan cuchillos de supervivencia. Algunos cuchillos de supervivencia son pesados y gruesos. Otros cuchillos de supervivencia son ligeros o se doblan con el fin de ahorrar peso y volumen como parte de un kit de supervivencia más grande. Sus funciones a menudo incluyen servir como un cuchillo de caza. Las características, tales como los mangos huecos que se podrían utilizar como espacio de almacenaje para los fósforos o artículos pequeños similares, comenzaron a ganar renombre en los años 1980.
Este tipo de cuchillo también es llamado el cuchillo de Rambo, debido a que el protagonista Sylvester Stallone quien encarna a Rambo utiliza este tipo de cuchillo —el cuchillo tiene filo por ambos lados, un lado es de filo normal mientras que el otro lado es un serrucho—. El cuchillo es utilizado en toda la saga de Rambo (las cuatro películas). En Rambo 1, Sylvester Stallone utiliza el cuchillo para cortar, preparar una trampa y amenazar, así como también para usar la brújula que viene en la tapa del cuchillo, y para guardar hilo y aguja de coser quirúrgicos, y fósforos; además lo utiliza para cazar a un cerdo luego de convertir el cuchillo en lanza (al haber atado el cuchillo a una enorme rama), y después lo utiliza para cortar la carne de cerdo; y también lo utiliza para colocar trozos de telas en llamas luego de clavarlo en la pared de la cueva, y hacer un hueco en una lata de pólvora. En Rambo 2 Sylvester Stallone utiliza el cuchillo para cortar la cinta que impedía que el paracaídas se abriera, para matar y para cortar un alambre de púas. En Rambo 3 Sylvester Stallone utiliza el cuchillo para matar, desenterrar minas y abrir una bala para sacarle la pólvora. Y en Rambo 4 Sylvester Stallone utiliza el cuchillo para matar (decapitar). Durante toda la saga de Rambo se muestra claramente que el cuchillo tiene múltiples funciones, por lo que también se puede considerar como un cuchillo de guerra (arma de guerra). En las cuatro películas, Sylvester Stallone utiliza un cuchillo diferente.

## Orígenes del cuchillo de supervivencia
Antes de finales del siglo XIX, los hombres del aire libre y el personal militar no utilizaban cuchillos que fueran notablemente diferentes de los cuchillos usados por los carniceros. Las hojas eran relativamente delgadas y los mangos a menudo eran no más de dos losas de madera remachadas a la espiga. Los bordes dentados aparecieron en los cuchillos en el siglo XIX para su uso como un serrucho para madera o de quitaescamas de pescado. Alrededor de la vuelta del siglo, Webster L. Marble introdujo el concepto moderno del "cuchillo de caza". Estos cuchillos incorporaban hojas más pesadas, travesaños y pomos. Se parecían mucho al cuchillo Bowie miniaturizado. Case, Cattaraugus y otros fabricantes de cubertería pronto introdujeron cuchillos similares y es de ellos que desciende el concepto moderno del cuchillo de supervivencia. Estos cuchillos, junto con los machetes y los bolos constituyeron los cuchillos de supervivencia según lo utilizado por los militares, los exploradores, y los hombres del aire libre ascendieron por lo menos los años 1930.
Durante la Segunda Guerra Mundial, se expidieron cuchillos de supervivencia a la tripulación de la aeronave, ya que era una posibilidad real que este personal pudiera ser derribado por el desierto o detrás de las líneas enemigas. Los botes salvavidas a bordo de los buques de guerra también con frecuencia contenían kits de supervivencia incluyendo cuchillos. Estos cuchillos variaban en el diseño de una rama del servicio a otra y de una nación a otra. La mayoría de ellos eran simplemente cuchillos comerciales comprados a granel por los militares. Desde la era de Vietnam y hasta el presente, se desarrollaron cuchillos de supervivencia específicamente diseñados. Uno de los diseños de Randall que se convirtió en un cuchillo de combate popular para las tropas en Vietnam fue el número 14 modelo "Attack". Durante Vietnam, Randall recibió la reacción de un cirujano de combate en el 94.to desembarco médico del ejército estadounidense del nombrado capitán George Ingraham. La petición de Ingraham era para serraciones en la columna vertebral para cortar a través del fuselaje de aviones derribados para rescatar al personal atrapado y un mango hueco para permitir el almacenamiento de equipo de supervivencia. Randall hizo los cambios y el resultado fue el primero de los modernos cuchillos de supervivencia.
Algunos ejércitos (incluyendo la China, el Reino Unido, Alemania, Rusia y Estados Unidos) han rediseñado la bayoneta usada con su rifle para incluir rasgos de cuchillo de supervivencia. Históricamente, las bayonetas habían funcionado mal como hojas de campo, debido a que estaban diseñadas principalmente para convertir un rifle en un arma empujadora y sólo secundariamente (si es que lo hacían) para trabajar como un cuchillo de campo. Los modelos más nuevos funcionan más aceptablemente para tareas mundanas mientras que permanecen capaces de ser atados a la fornitura de un rifle.

## Características de un cuchillo de supervivencia
Los cuchillos de supervivencia están diseñados para trabajar, como colocar trampas, cortar ramas, tallar madera y desollar animales. La mayoría de los cuchillos de supervivencia tienen hojas fijas que miden entre 10 cm y 20 cm (3,9 a 7,9 pulgadas) de largo con una espiga gruesa. Los cuchillos de supervivencia hechos por Aitor, Lile, Parrish, Randall, o Reeve tienen mangos huecos, que permiten al usuario almacenar equipo adicional en el mango. Algunos de estos cuchillos cuentan con una brújula en la tapa. Un cuchillo de supervivencia de mango hueco tendrá fuerza reducida y puede romperse más fácilmente al realizar tales tareas como picar o el batoning.
En algunos cuchillos de supervivencia, el lomo o la parte posterior de la hoja es plana; lo que le permite hacer una buena plataforma de bateo cuando se golpea con un palo duro para ayudar a dividir la madera. Otros modelos presentan un lomo o una cinta (fleje) rompedora cerca de la punta. Para los cuchillos de supervivencia que tienen un lomo plano distinta con bordes afilados de 90 grados, el usuario puede golpear los bordes del lomo contra una barra de ferrocerio para crear chispas para fines de inicio de fuego.
Si el cuchillo tiene una punta fuerte, entonces el cuchillo puede también ser utilizado como arma de defensa propia. Algunos cuchillos incluso incluyen agujeros en el mango tal que la hoja se puede atar a un palillo largo y entonces funciona como punta de la lanza. La capacidad de montar el cuchillo en un palo para crear una lanza permite al usuario cazar mejor la vida silvestre a una distancia más segura.
El material del mango de los cuchillos de supervivencia difiere de uno a otro y se determina principalmente por la preferencia del usuario. Los materiales de la empuñadura pueden ser de caucho endurecido, madera, hueso (cuerno), aluminio, polímero o incluso metal, como acero inoxidable o acero de herramienta. Algunos fabricantes a menudo envuelven estos cuchillos manejados de metal con el cable que se puede utilizar en situaciones de supervivencia y en el uso diario proporciona un agarre más cómodo y fiable. En una situación en la que el mango del cuchillo se rompe, si el cuchillo está lleno de espiga, los usuarios también pueden envolver el área del mango de la espiga con el cable para crear un mango improvisado funcional y no perder la funcionalidad del cuchillo.

## Cuchillo de supervivencia de salida de la tripulación aérea
Las serraciones vistas en el cuchillo de supervivencia de escape de la tripulación aérea están pensadas para que los miembros de la tripulación del vehículo corten el relativamente fino fuselaje de metal de un helicóptero o de un avión que se estrelló. Esos cuchillos que incluyen los dientes de sierra funcionales presentan longitudes variables de la hoja, limitando en ocasiones el grueso del material que se puede cortar cuando se utiliza como sierra.

## Galería

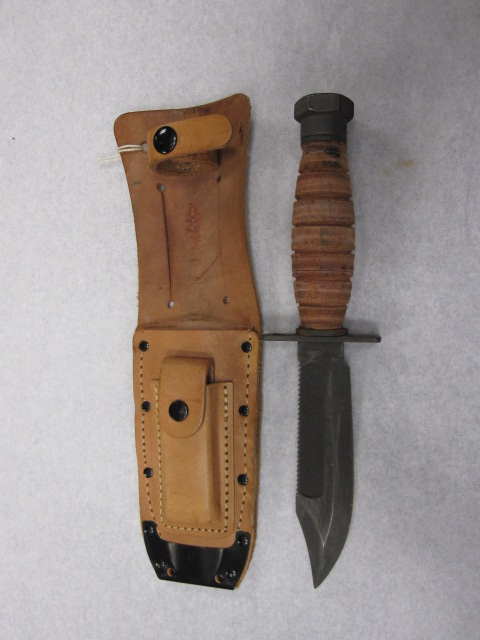
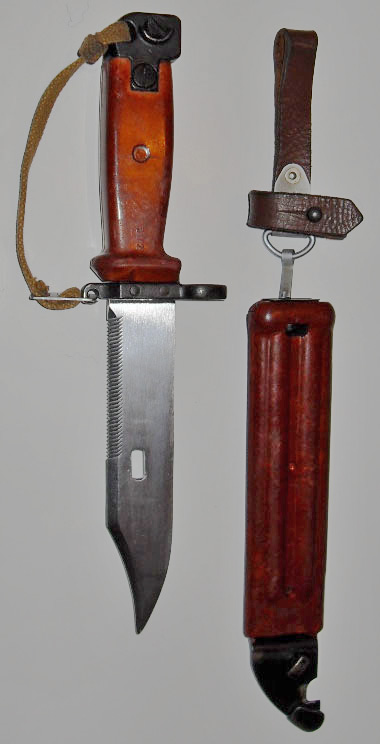
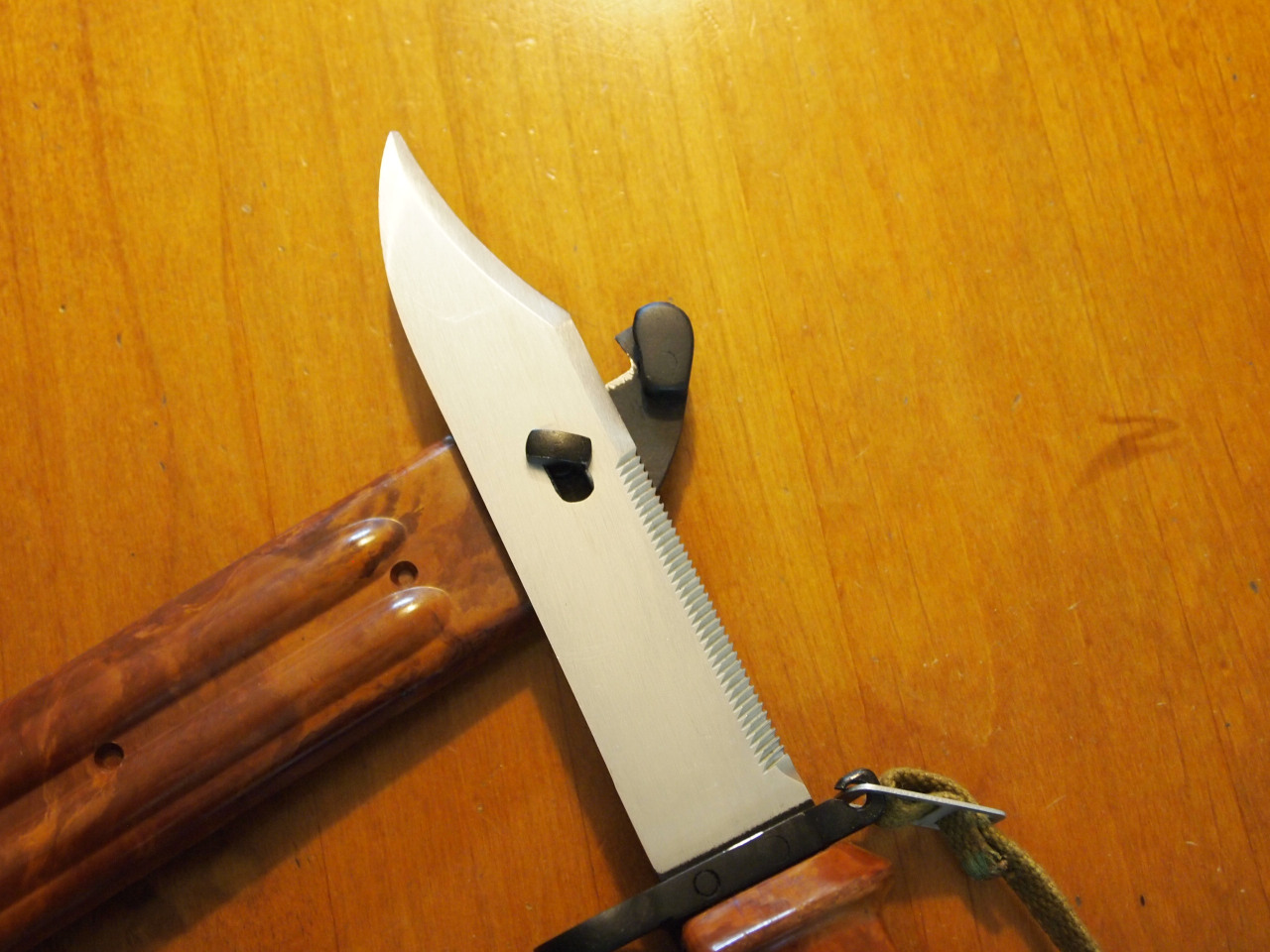
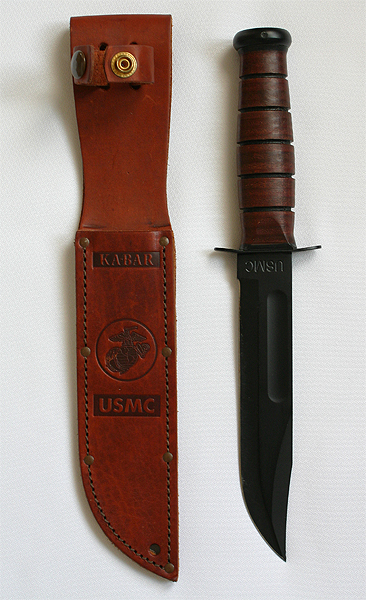
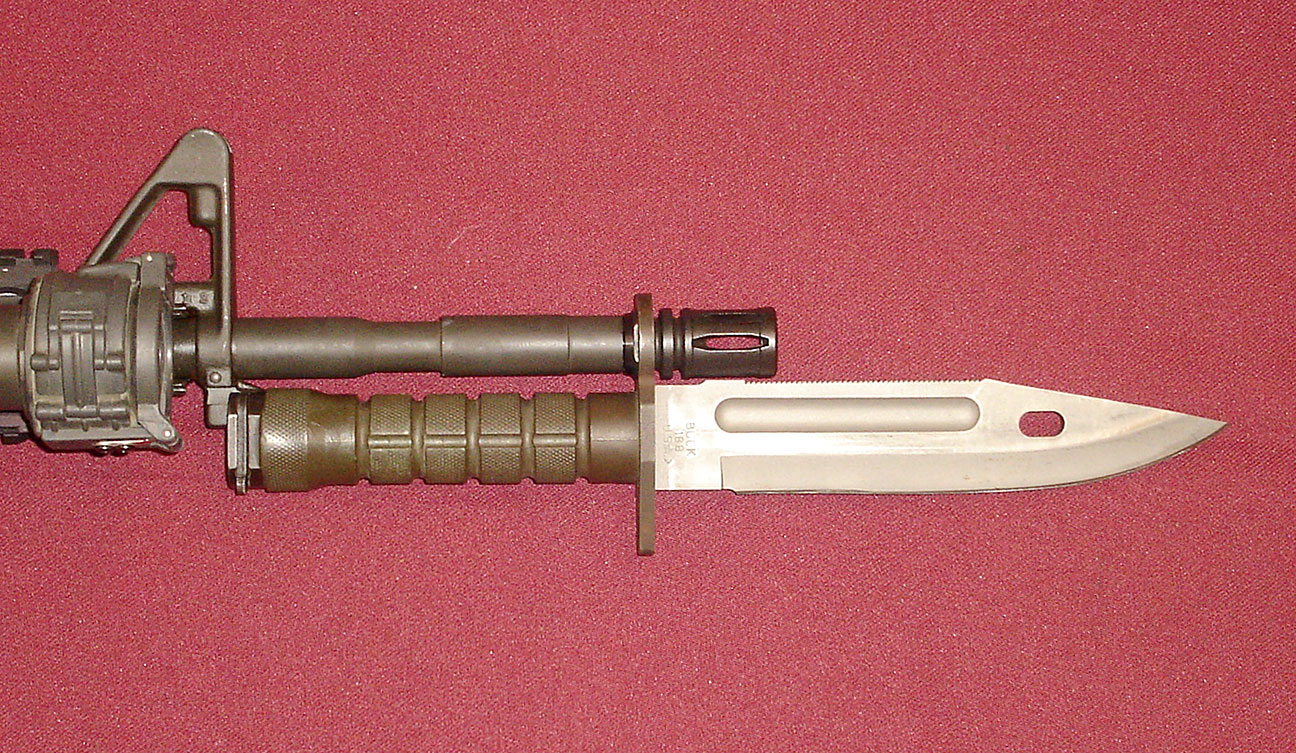
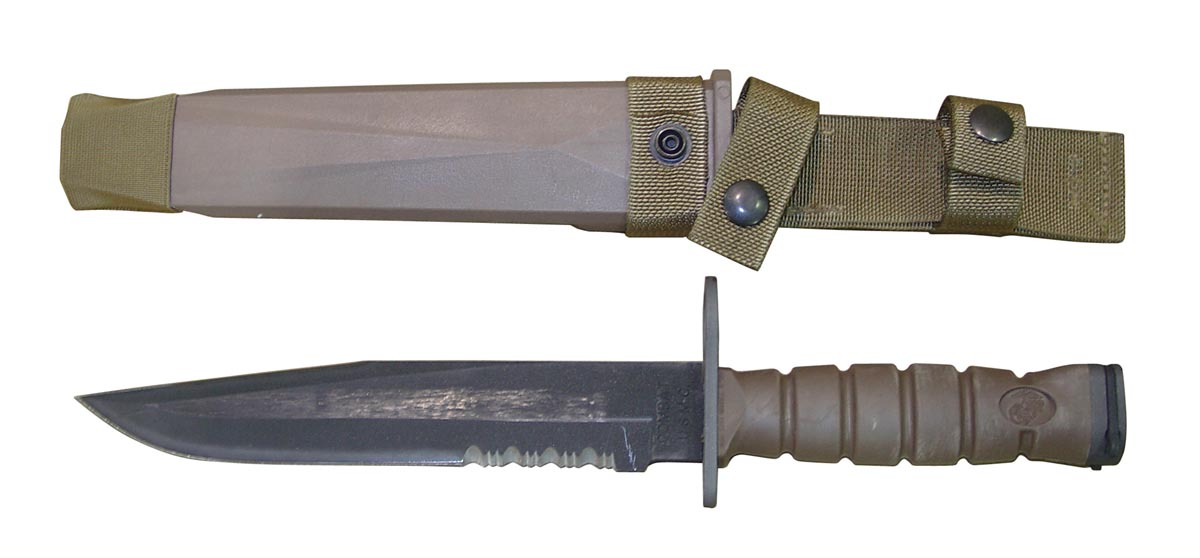
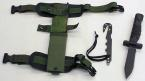
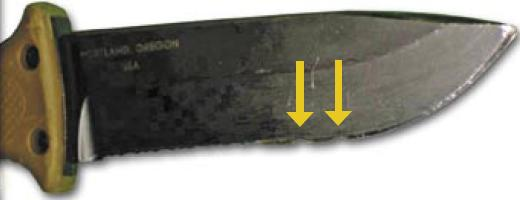
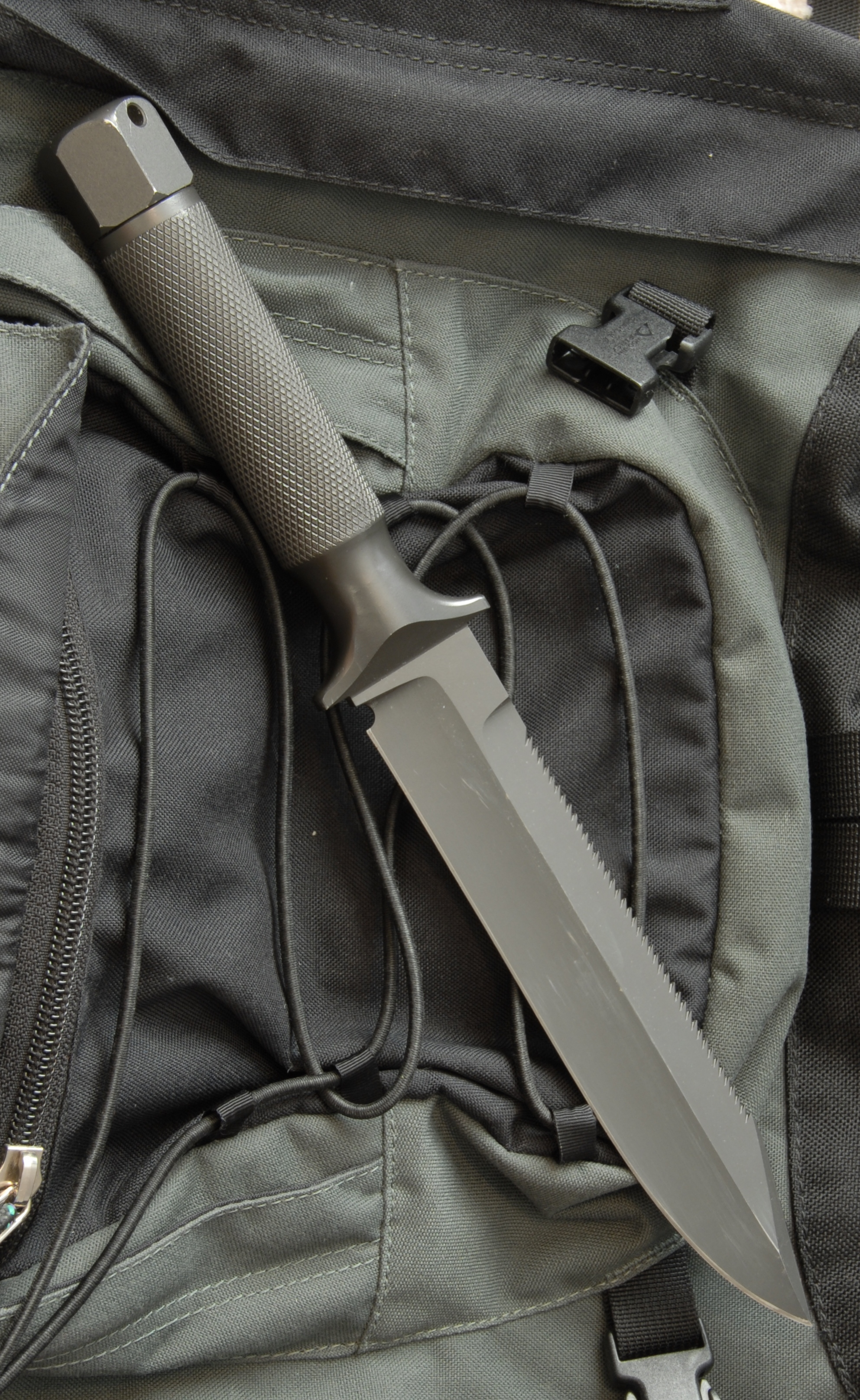
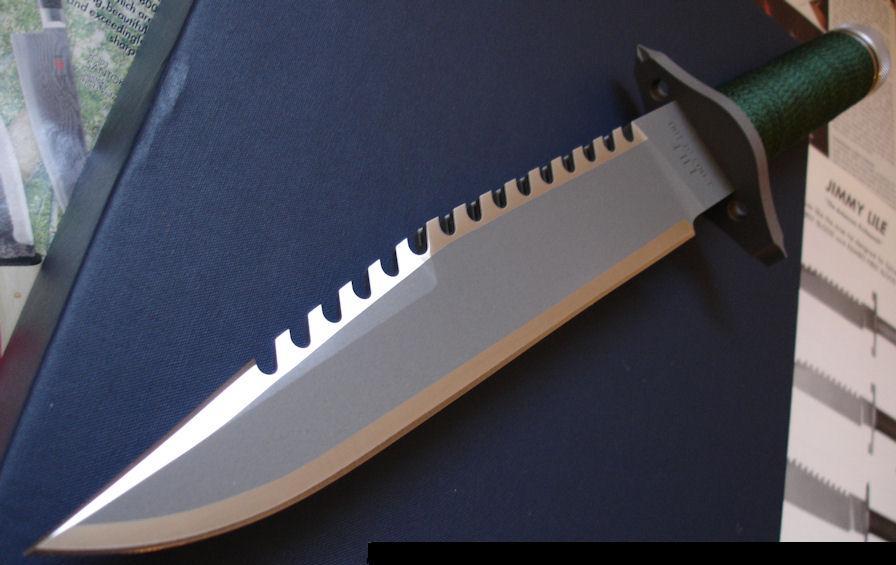
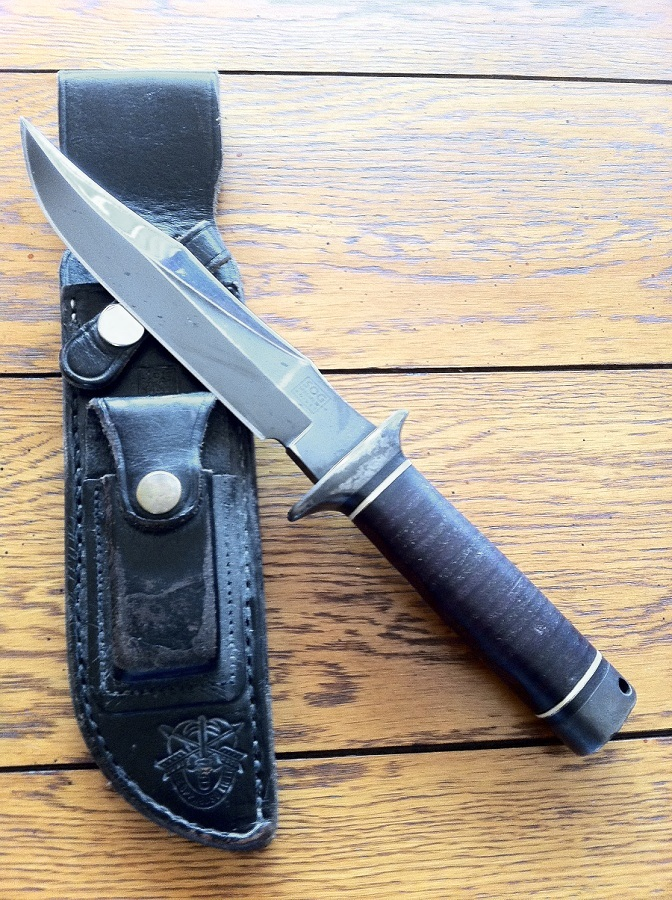
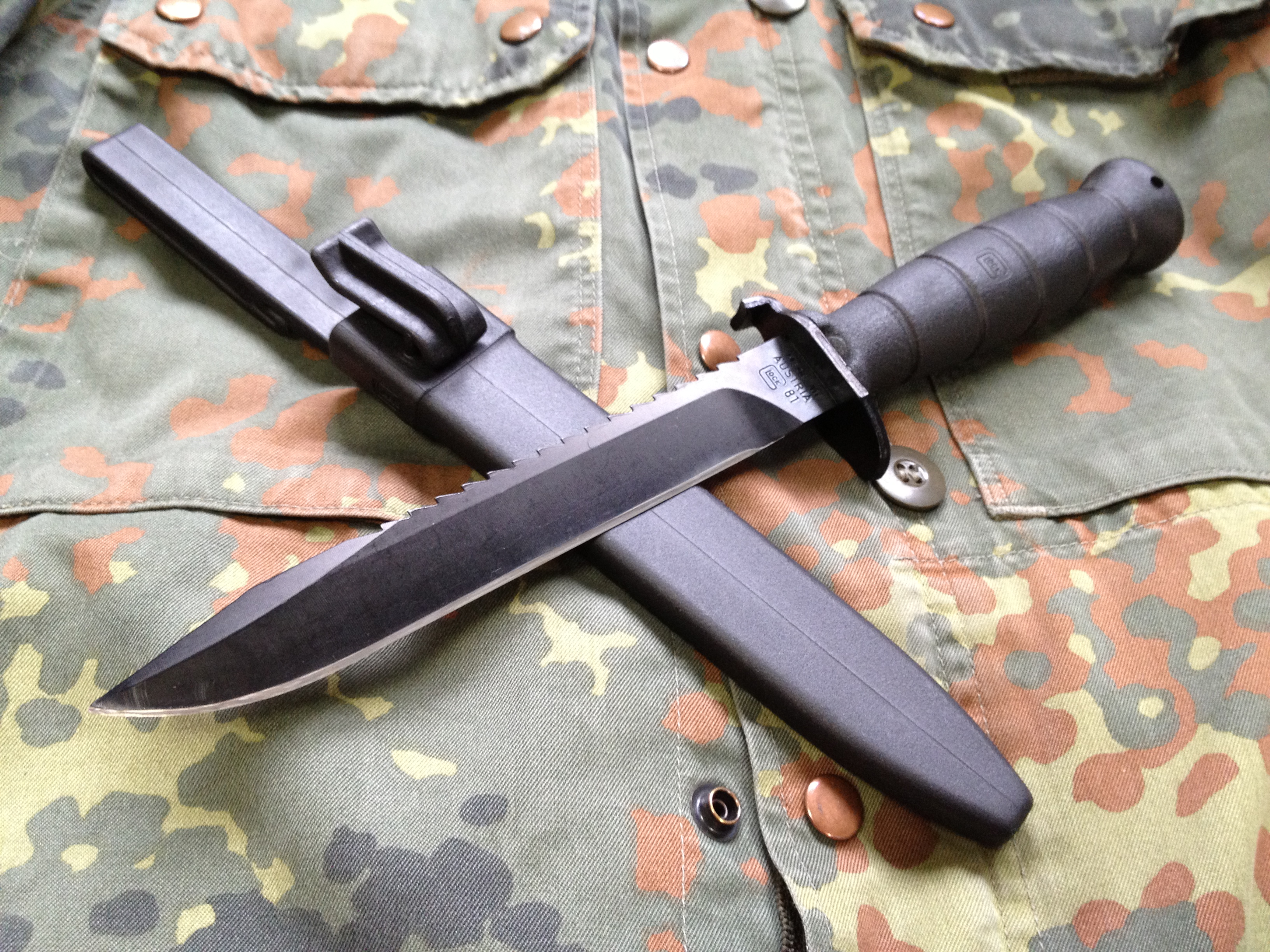
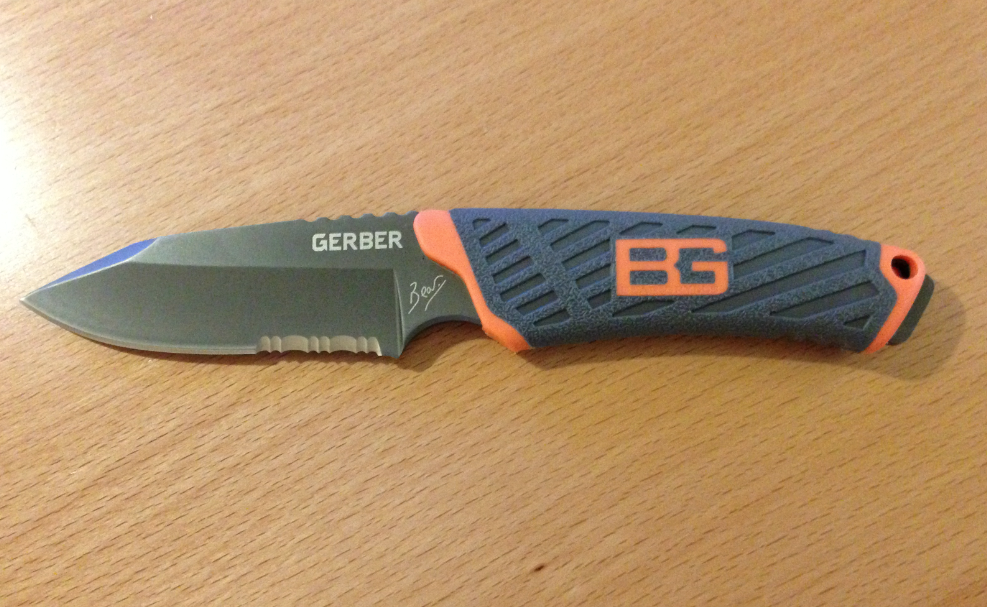
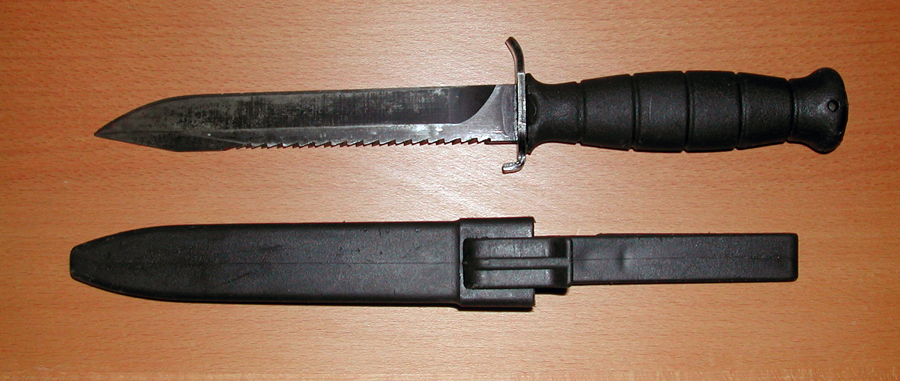
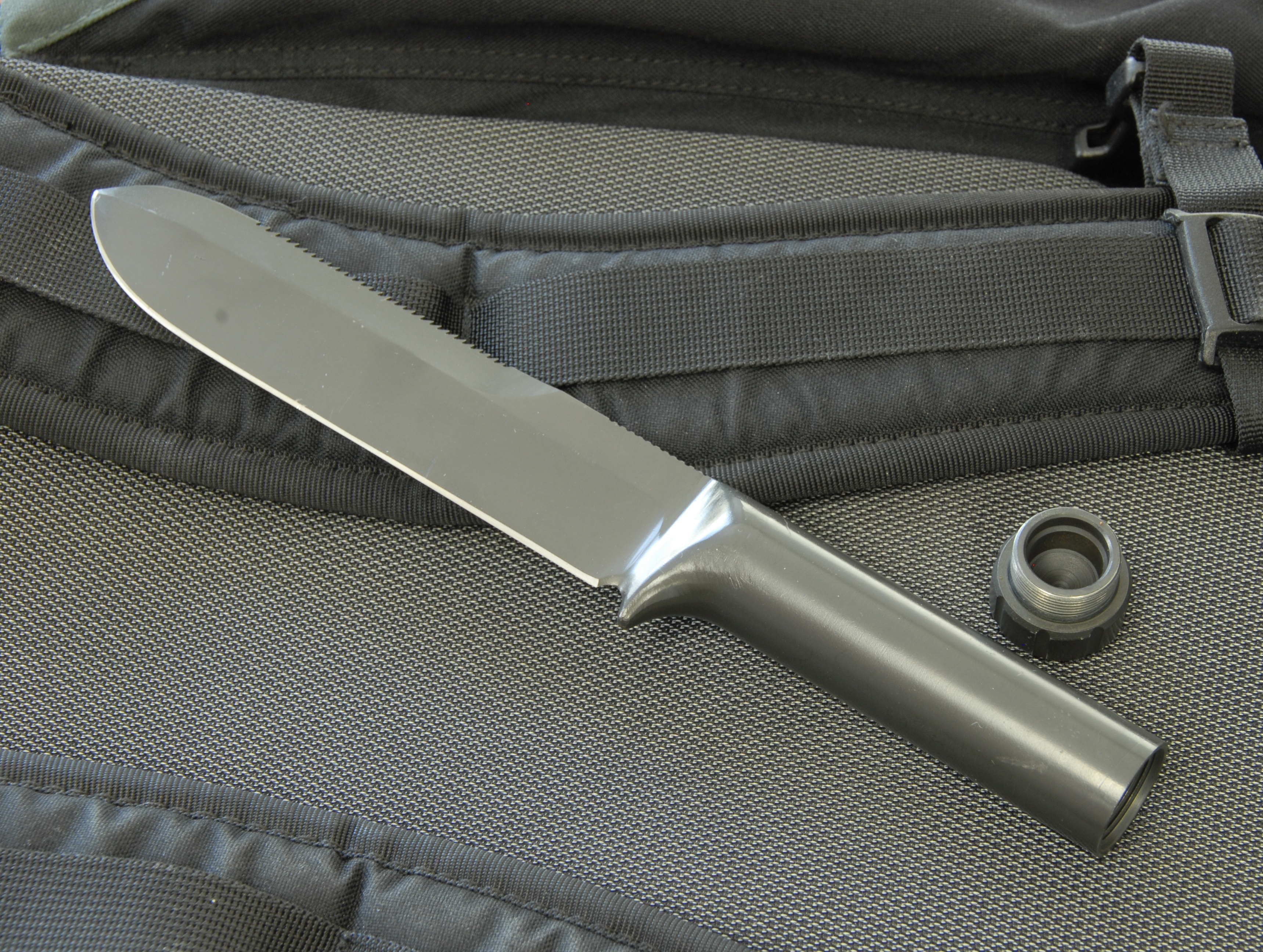
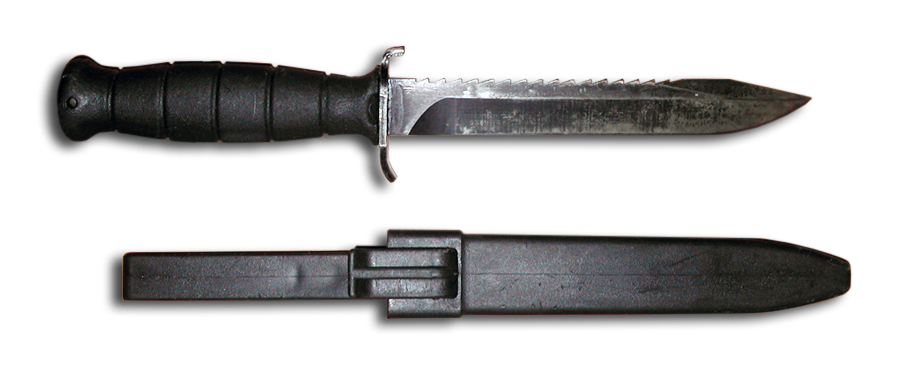
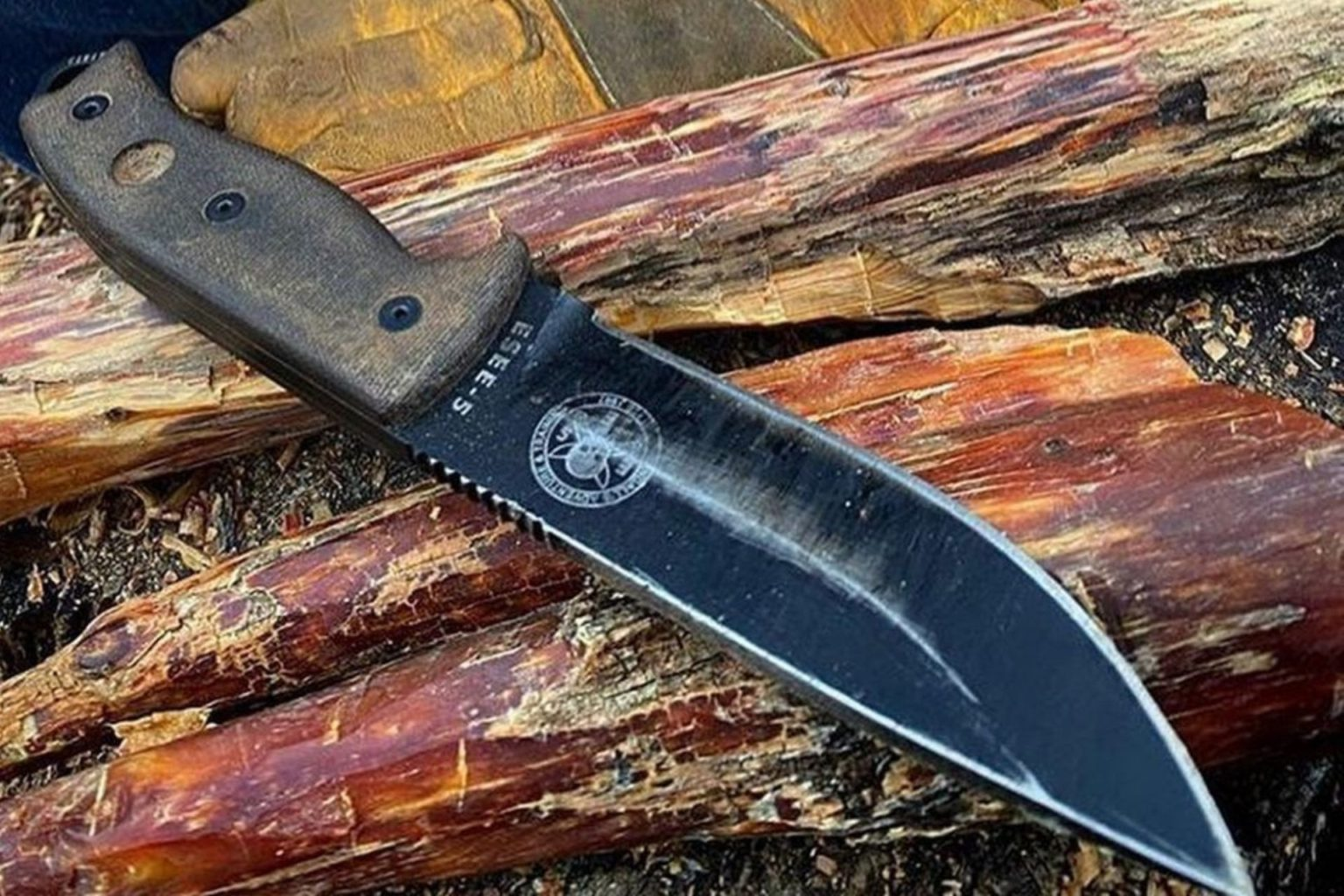
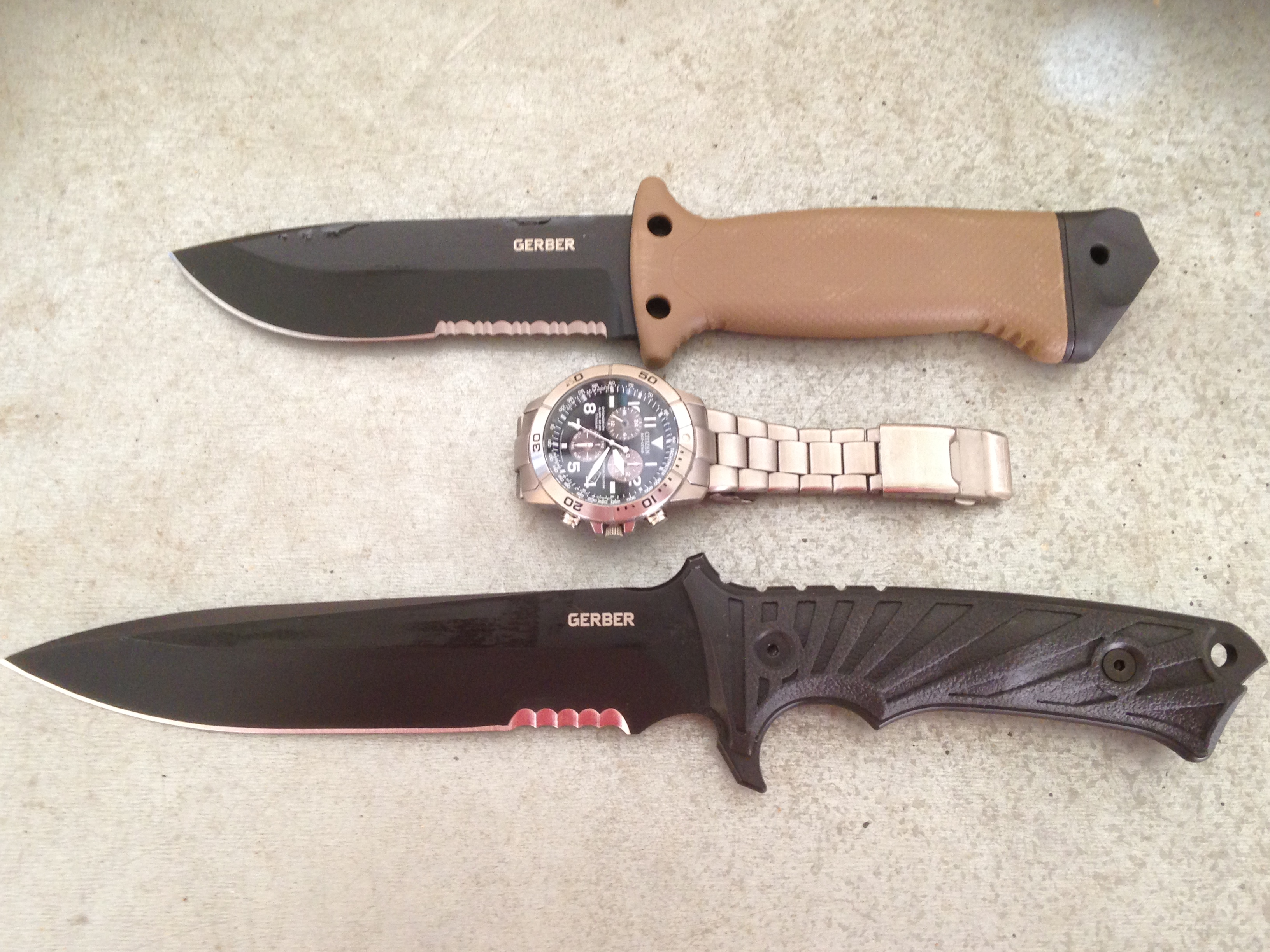